# Pelargoniumroest
De pelargoniumroest (Puccinia pelargonii-zonalis) is een autoecische roest die behoort tot de familie Pucciniaceae. De schimmel is een biotrofe parasiet. Hij infecteert planten die tot het geslacht Pelargonium behoren.

## Kenmerken
Van de pelargoniumroest zijn alleen uredinia en telia bekend. De uredinia komen voor in bruine kringen, terwijl de telia donkerder van kleur zijn. Ze zitten op de onderzijde van het blad. De 21-29 × 18-24 μm grote urediniosporen hebben twee equatoriale kiemporen. De wand is bezet met fijne stekels. De teliosporen zijn 40,0-45,4 × 19,0-23,0 μm groot. Ze hebben een gladde wand, die aan de zijkanten 1,8 μm dik is en aan de bovenkant 3,2 μm.

## Verspreiding
De pelargoniumroest is bekend uit Europa, Noord-Amerika, Australië en Nieuw-Zeeland. In Nederland komt de roestschimmel uiterst zeldzaam voor.

## Foto's

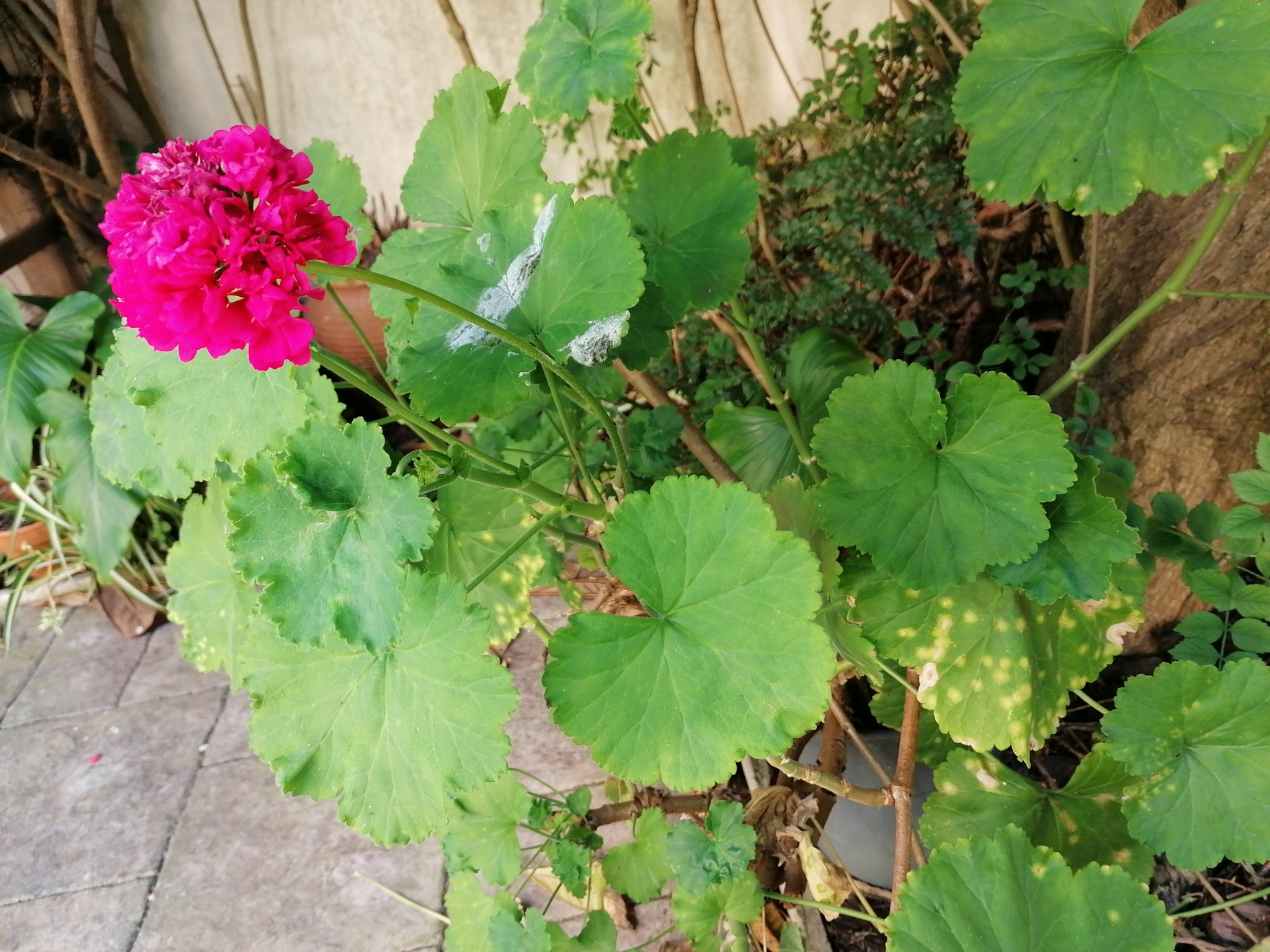
Aangetaste plant
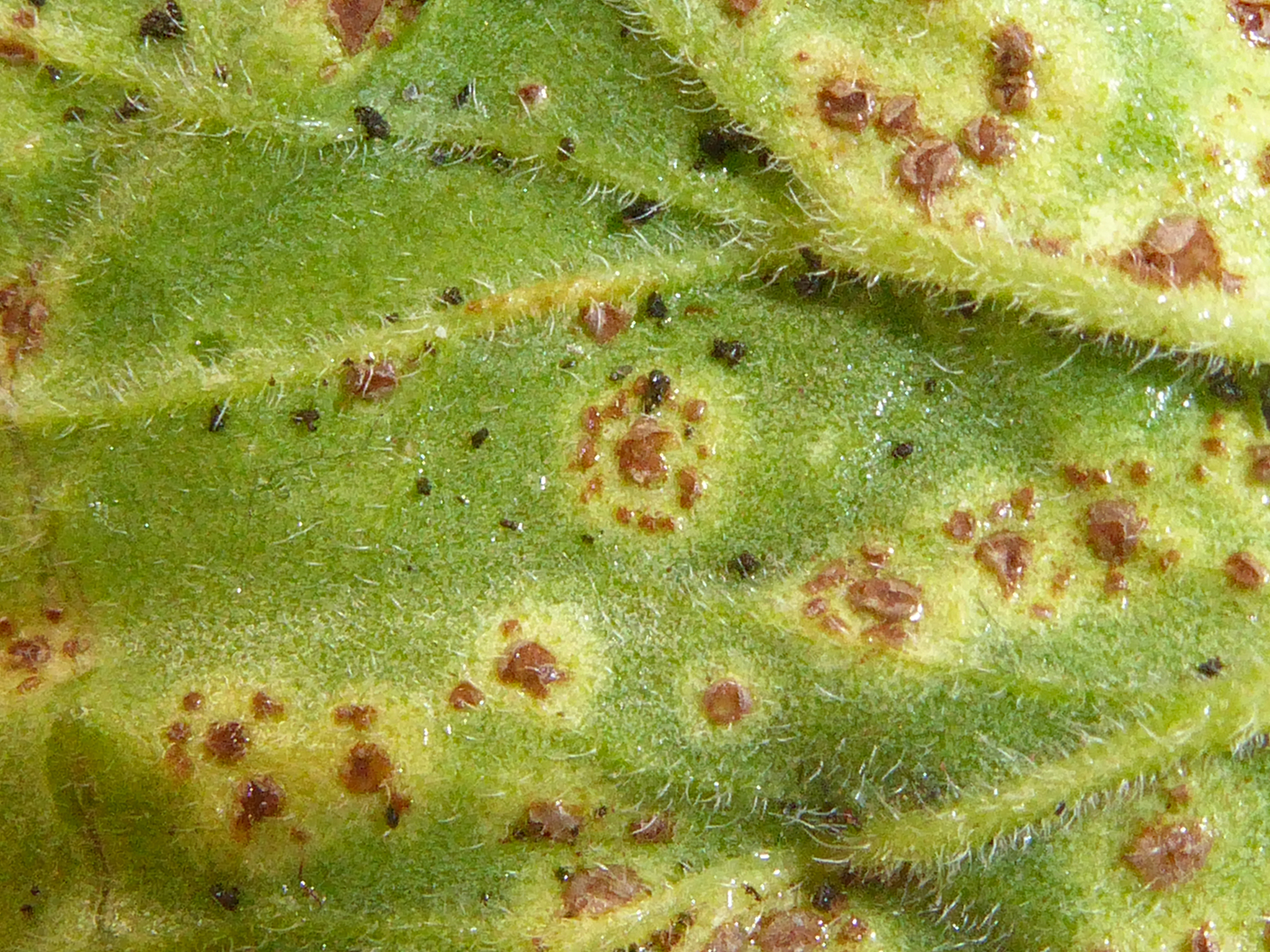
Uredinia
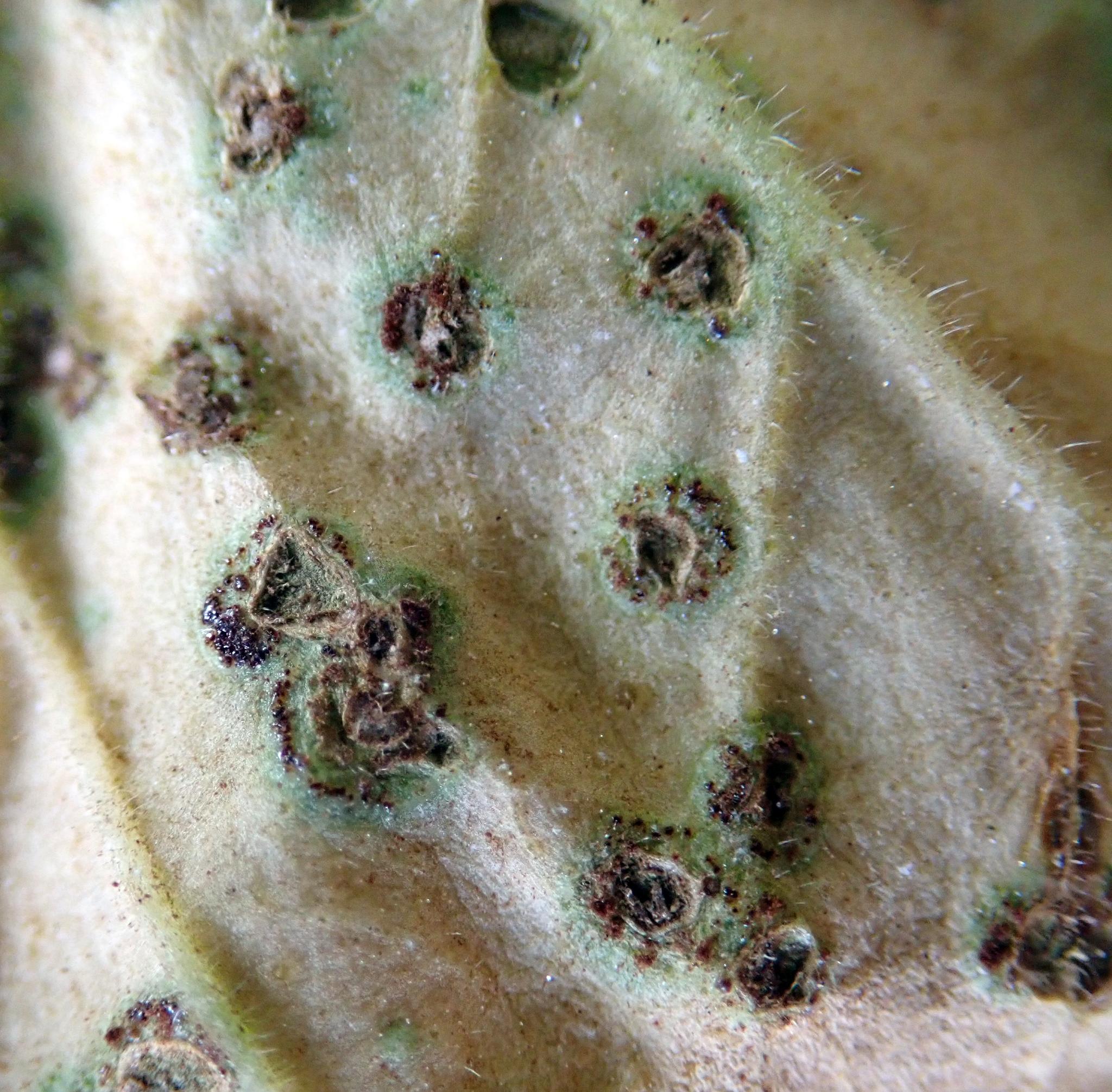
Telia
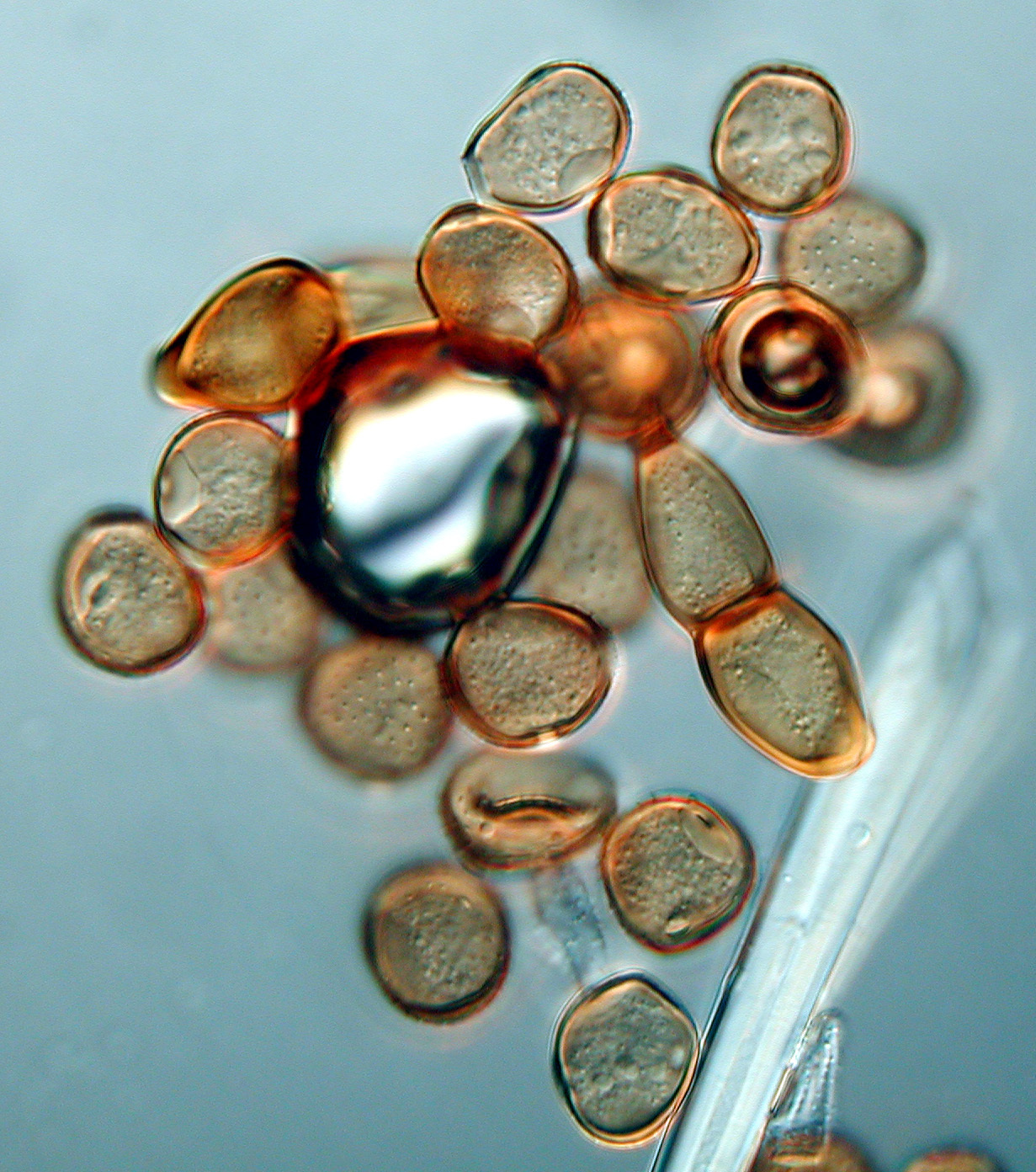
Urediniosporen (1-cellig) en teliosporen (2-cellig)